# Temesszlatina

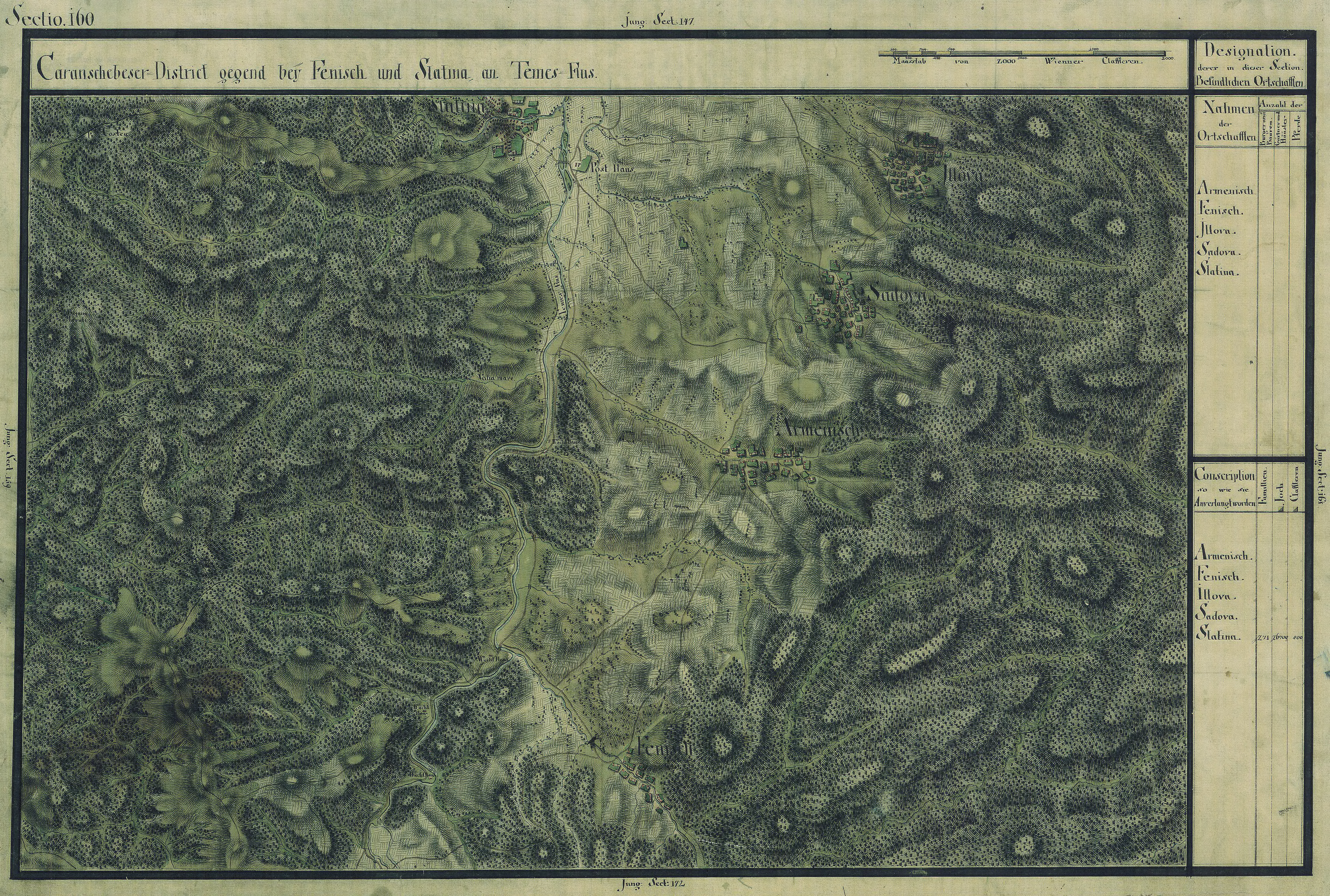
Temesszlatina környéke 1769-1772 körül

Temesszlatina (Slatina-Timiș), település Romániában, a Bánságban, Krassó-Szörény megyében.

## Fekvése
Karánsebestől délkeletre, a Temes bal partján, Temesfő és Ószadova közt fekvő település.

## Története
Temesszlatina nevét 1433-ban említette először oklevél Szlatina néven. 1500-ban Zlathyna, 1603-ban Also-Zlatina, 1808-ban Szlatina néven írták.
1526 után a törökök foglalták el. 1726-ban alapították újra.
1910-ben 2222 lakosából 1990 román, 168 német, 62 magyar  volt. Ebből 1400 római katolikus, 778 görögkeleti ortodox, 16 református,  volt.
A trianoni békeszerződés előtt Krassó-Szörény vármegye Teregovai járásához tartozott.

## Nevezetességek
- Régészeti lelőhely kőrézkori és újkőkorszaki települések maradványaival; a romániai műemlékek jegyzékében a CS-I-s-B-10874 sorszámon szerepel.[1]
- Római katolikus temploma 1771-ben épült, Sarlós Boldogasszony tiszteletére szentelték fel.